# Дурня
Ду́рня — гора в Украинских Карпатах, в массиве Горганы (хребет Братковский). Расположена на границе Тячевского района Закарпатской области и Надворнянского района Ивано-Франковской области.
Высота горы 1704 м (по другим данным — 1709 м). Вершина и привершинный склон незалесен, местами покрыты каменными осыпями и криволесьем из сосны горной, ниже — лесные массивы.
Юго-восточнее вершины расположена гора Гропа (1759 м), за ней — Братковская (1788 м), юго-западные склоны спускаются в долину реки Турбат (бассейн Тересвы). Дурака — крайняя северо-западная вершина Братковского хребта.
Ближайшие населенные пункты: Быстрица (Ивано-Франковская область), Лопухов (Тячевский район).